# Hypsugo lophurus
Hypsugo lophurus es una especie de murciélago de la familia Vespertilionidae.

## Distribución geográfica
Es endémica de Birmania, se sabe de una sola localidad, Maliwun en la provincia de Victoria, Tenasserim.